# Charly Hübner

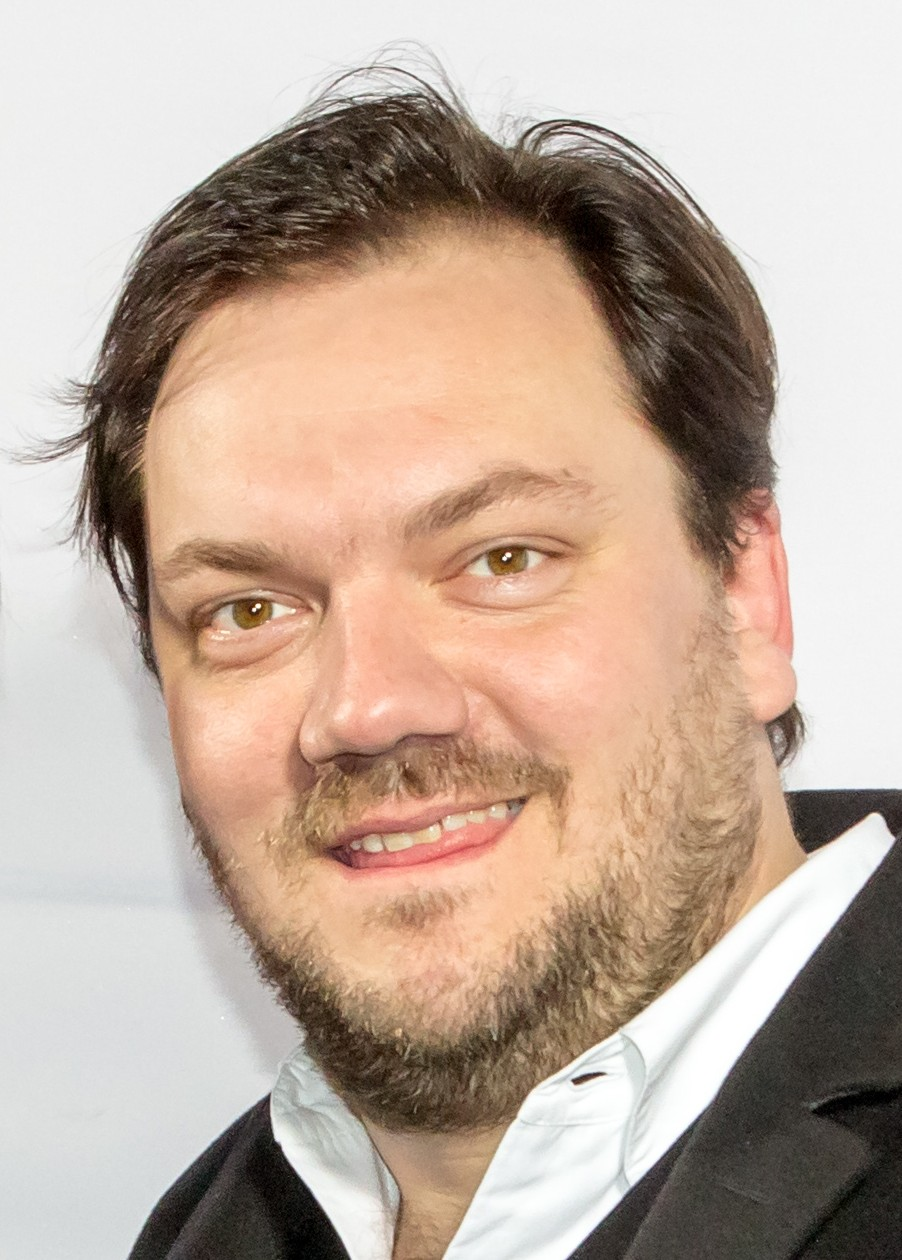
Charly Hübner (2015)

Carsten Johannes Marcus „Charly“ Hübner (* 4. Dezember 1972 in Neustrelitz, Bezirk Neubrandenburg, DDR) ist ein deutscher Schauspieler, Regisseur sowie Sprecher von Hörspielen und Hörbüchern. Seine bekannteste Rolle ist die des Rostocker Kommissars Bukow in der ARD-Krimireihe Polizeiruf 110, die er von 2010 bis 2022 spielte.

## Leben

### Frühe Jahre und Privates
Charly Hübner wurde 1972 in der DDR geboren und wuchs als Sohn des Gastwirtehepaars Johannes und Margitta Hübner in Feldberg-Carwitz im Kreis Neustrelitz auf. Sein Vater war stellvertretender Bürgermeister und IM der Stasi. Eigentlich wollte Charly Hübner Leistungssportler werden, musste jedoch aufgrund wachstumsbedingter Herzrhythmusstörungen mit der Leichtathletik aufhören. 1990 fasste er auf einer Auslandsreise in die Türkei nach einem Akustiktest auf der Bühne des antiken Theaters in Ephesus den Entschluss, Schauspieler zu werden. Erste Schauspielerfahrungen sammelte er in einem Laientheater.
Charly Hübner ist mit der Schauspielerin Lina Beckmann verheiratet und lebt in Hamburg.

### Ausbildung und Theater
Nach absolviertem Abitur im Jahr 1991 an der EOS Clara Zetkin in Neustrelitz arbeitete er am dortigen Landestheater als Schauspieleleve und Regieassistent.
Im Jahr 1993 begann er an der Hochschule für Schauspielkunst „Ernst Busch“ Berlin ein Studium, das er 1997 abschloss. In seiner Studienzeit lernte er die Theaterregisseure Tom Kühnel und Robert Schuster kennen. Gemeinsam erarbeiteten sie Inszenierungen für das Maxim-Gorki-Theater und die Berliner Schaubühne, ab 1997 auch für das Schauspielhaus und das TAT in Frankfurt am Main. Von 1996 bis 2002 arbeitete Hübner unter anderem mit den Regisseuren Amélie Niermeyer, Peter Eschberg, Hans Hollmann und Christian Tschirner zusammen. 2008 setzte er nach längerer Unterbrechung seine Theaterarbeit am Schauspielhaus Zürich fort. Ab 2011 spielte er am Schauspiel Köln unter der Leitung von Karin Beier, der er 2013 ans Deutsche Schauspielhaus nach Hamburg folgte.

### Film und Fernsehen
2003 wechselte Hübner von der Bühne vor die Kamera. In vielen Nebenrollen trat er zunächst als Darsteller der ‚kleinen Leute‘ oder als ‚guter Freund‘ auf. Allein im Jahr 2005 nahm er so an 17 Filmprojekten teil. Zusätzliche Bekanntheit erlangte er durch einen Werbespot für die Dresdner Bank. Einen Karriereschub erfuhr er 2006 durch seinen Auftritt im Oscar-prämierten Spielfilm Das Leben der Anderen, in dem er einen Stasi-Oberfeldwebel spielte, der bei der Überwachung die Nachtvertretung des von Ulrich Mühe dargestellten Offiziers übernimmt.
Hübner übernahm die Titelrolle in Rosa von Praunheims Improvisations-Film Der Rosa Riese (2008) über die Serienmörderin Beate Schmidt, die er als eine seiner interessantesten Erfahrungen vor der Kamera bezeichnet. Der Film wurde bei den Internationalen Hofer Filmtagen 2008 uraufgeführt.
2007 erhielt Hübner eine Hauptrolle als Gerichtsmediziner Dr. Thomas Renner in der RTL-Krimiserie Post Mortem – Beweise sind unsterblich. Hauptrollen spielte er auch im Kinofilm Autopiloten und im ZDF-Sozialdrama Über den Tod hinaus. In der Sat.1-Comedyserie Ladykracher trat er ab 2008 als Sketchpartner von Anke Engelke auf. Ab 2010 bildeten Hübner und Anneke Kim Sarnau das Ermittlerduo Bukow und König in den Rostocker Polizeiruf-110-Folgen des NDR. Für die Fälle Feindbild und … und raus bist du erhielten die beiden eine Nominierung für den Grimme-Preis 2012, die Folge Fischerkrieg brachte Hübner 2013 den Bayerischen Fernsehpreis ein.
Viel Lob von der Kritik bekam er auch für seine Hauptrolle als Soziopath im Psychodrama Unter Nachbarn, für die er zudem die Goldene Kamera 2013 in der Kategorie „Bester deutscher Schauspieler“ erhielt. 2012 war er in der international produzierten Action-Serie Transporter als Mechaniker Dieter zu sehen. 2013 drehte Hübner seinen ersten Dokumentarfilm als Regisseur. Für die ARD-Dokumentation 16 × Deutschland lieferte er den Teil über Mecklenburg-Vorpommern.
2014 spielte er die Hauptrolle in der Tragikomödie Bornholmer Straße über Harald Jäger, der am 9. November 1989 die Grenze zwischen Ost- und West-Berlin öffnete. 2017 präsentierte er beim Internationalen Leipziger Festival für Dokumentar- und Animationsfilm seinen Dokumentarfilm Wildes Herz über die Band Feine Sahne Fischfilet, der dort mit vier Preisen geehrt wurde. 2020 wirkte er als Drehbuchautor und Hauptdarsteller bei dem Roadmovie Für immer Sommer 90 mit. Im Mai 2021 gab der NDR den Abschied Hübners aus der Reihe Polizeiruf bekannt. Mit dem 24. Film Keiner von uns endete seine Rolle auf eigenen Wunsch. 2022 spielte er in Mittagsstunde die Rolle des Kieler Universitätsdozenten Ingwer Feddersen.
Ende August 2023 kam mit der Romanverfilmung Sophia, der Tod und ich mit Anna Maria Mühe in der Titelrolle Hübners Langspielfilm-Regiedebüt auf die Kinoleinwand. Bereits zuvor hatte er bei den Dokumentationen Wildes Herz (2017) und 16 × Deutschland (2013, Sektion Mecklenburg-Vorpommern) Regie geführt. Seine Ehefrau Lina Beckmann übernahm die Rolle des Erzengels Michaela.

## Filmografie (Auswahl)

### Kino
- 2004: Männer wie wir
- 2004: Das Zimmermädchen und der Millionär
- 2005: Im Schwitzkasten
- 2006: Das Leben der Anderen
- 2007: Autopiloten (Regie: Bastian Günther)
- 2007: Hände weg von Mississippi
- 2007: Tell
- 2008: Up! Up! to the sky (Regie: Hardi Sturm)
- 2008: Hardcover
- 2008: Krabat
- 2008: 1½ Ritter – Auf der Suche nach der hinreißenden Herzelinde
- 2008: In jeder Sekunde
- 2008: Der Rosa Riese
- 2009: Die Gräfin (The Countess)
- 2009: Same Same But Different
- 2009: Summertime Blues
- 2010: Unkraut im Paradies
- 2011: Der Himmel hat vier Ecken (Regie: Klaus Wirbitzky)
- 2011: Unter Nachbarn
- 2011: Als der Weihnachtsmann vom Himmel fiel
- 2013: Eltern
- 2013: Banklady
- 2014: Bibi & Tina
- 2014: Ohne Dich (Regie: Alexandre Powelz)
- 2014: Bibi & Tina: Voll verhext!
- 2015: Halbe Brüder
- 2016: Bibi & Tina: Mädchen gegen Jungs
- 2016: Junges Licht
- 2016: Vor der Morgenröte
- 2017: Timm Thaler oder Das verkaufte Lachen
- 2017: Magical Mystery oder: Die Rückkehr des Karl Schmidt
- 2017: Fühlen Sie sich manchmal ausgebrannt und leer?
- 2018: 3 Tage in Quiberon
- 2020: Lindenberg! Mach dein Ding
- 2022: Rabiye Kurnaz gegen George W. Bush
- 2022: Mittagsstunde (Regie: Lars Jessen)
- 2022: Die stillen Trabanten
- 2023: Sophia, der Tod und ich

### Fernsehen
- 2003: Wenn Weihnachten wahr wird
- 2003: Adelheid und ihre Mörder (Fernsehserie, Folge Haie und kleine Mieter)
- 2003–2004: SK Kölsch (Fernsehserie, verschiedene Rollen, 2 Folgen)
- 2004: Das Zimmermädchen und der Millionär
- 2004: Ein Engel namens Hans-Dieter
- 2004: Todes-Bande (Fernsehreihe)
- 2004: Tatort: Der vierte Mann (Fernsehreihe)
- 2004: Tatort: Märchenwald (Fernsehreihe)
- 2005: Jetzt erst recht! (Fernsehserie, Folge Drei Mörder und eine Leiche)
- 2005: Ein Kuckuckskind der Liebe
- 2005: Der Dicke/Die Kanzlei (Fernsehserie, 2 Folgen)
- 2005: Polizeiruf 110: Die Prüfung (Fernsehreihe)
- 2005: Tatort: Requiem (Fernsehreihe)
- 2006: Pastewka (Fernsehserie, Folge Die Strategie der Schnecke)
- 2006: Meine verrückte türkische Hochzeit
- 2006: Tatort: Blutdiamanten (Fernsehreihe)
- 2006: Das Duo: Auszeit (Fernsehreihe)
- 2006: Helen, Fred und Ted (Regie: Sherry Hormann)
- 2006: Neger, Neger, Schornsteinfeger!
- 2006: Mutterglück
- 2007: Kahlschlag (Regie: Patrick Tauss)
- 2007: Eine folgenschwere Affäre
- 2007–2008: Post Mortem – Beweise sind unsterblich (Fernsehserie, 13 Folgen)
- 2008: Die dunkle Seite (Regie: Peter Keglevic)
- 2008: Einer bleibt sitzen
- 2008: Alarm für Cobra 11 – Die Autobahnpolizei (Fernsehserie, Folge Begraben)
- 2008: Tatort: In eigener Sache (Fernsehreihe)
- 2008–2012: Ladykracher (Fernsehserie, 44 Folgen)
- 2009: Schatten der Gerechtigkeit
- 2009: Über den Tod hinaus
- 2009: Sieben Tage
- 2010: Tatort: Kaltes Herz (Fernsehreihe)
- 2010–2022: Polizeiruf 110 → siehe Bukow und König (Fernsehreihe)
- 2011–2018: Der Tatortreiniger (Fernsehserie, 3 Folgen)
- 2012: Herzversagen
- 2012–2014: Transporter: Die Serie (Fernsehserie, 13 Folgen)
- 2014: Bornholmer Straße
- 2015: Vorsicht vor Leuten
- 2015: Anderst schön
- 2015: Einmal Hallig und zurück (Fernsehfilm, Regie Hermine Huntgeburth)
- 2015: Der verlorene Bruder
- 2017: Jürgen – Heute wird gelebt
- 2018: Angst in meinem Kopf (Regie: Thomas Stiller)
- 2019: Klassentreffen
- 2019: Klassentreffen (Fernsehserie, 3 Folgen)
- 2019: Der Sommer nach dem Abitur
- 2020: Das Verhör in der Nacht
- 2020: Tatort: Das Team (Fernsehreihe)
- 2020: Unterleuten – Das zerrissene Dorf (Fernsehdreiteiler)
- 2020: Hausen (Fernsehserie, 8 Folgen)
- 2020: Für immer Sommer 90 (Fernsehserie, 4 Folgen)
- 2021: Kranitz – Bei Trennung Geld zurück (Folge 1: Tini & Jochen – Er weint viel)
- 2022: Das Begräbnis
- 2022: Mittagsstunde
- 2023: Legend of Wacken
- 2023: Joko & Klaas gegen Pro 7
- 2023: Das Fest der Liebe
- 2024: Kafka (Fernsehserie)
- 2024: Micha denkt groß
- 2024: Alle Jahre wieder
- 2024: Warum ich? (Miniserie)

### Musikvideos
- 2016: Vater in Feine Sahne Fischfilet – Warten auf das Meer[19]
- 2023: in Element of Crime – Ohne Liebe geht es auch

### Werbespots
- 2025: Clip für die „Trink Aus! Wir Müssen Gehen“-Tour 2026 der Toten Hosen[20]

### Synchronisation
- 2007: Die drei Räuber als Räuber Donnerjakob
- 2015: Asterix im Land der Götter als Obelix
- 2018: Asterix und das Geheimnis des Zaubertranks als Obelix

### Regie
- 2017: Wildes Herz
- 2023: Sophia, der Tod und ich
- 2024: Element of Crime – Wenn es dunkel und kalt wird in Berlin

## Theater (Auswahl)
- 1995: Weihnachten bei Iwanows – Regie: Tom Kühnel, Robert Schuster
- 1996: Die Kleinbürgerhochzeit – Regie: Angelika Waller
- 1996: Die Weibervolksversammlung – Regie: Amélie Niermeyer
- 1996: Antigone – Regie: Tom Kühnel, Robert Schuster
- 1997: Zurüstungen für die Unsterblichkeit – Regie: Hans Hollmann
- 1997: Galileo Galilei – Regie: Peter Eschberg
- 1998: Viehjud Levi – Regie: Bettina Grack
- 1998: Titus Andronicus – Regie: Tom Kühnel, Robert Schuster
- 1998: Romeo und Julia – Regie: Amelie Niermeyer
- 1999: Faust 1 und 2 – Regie: Tom Kühnel, Robert Schuster
- 1999: Deutsch für Ausländer – Regie: Tom Kühnel, Robert Schuster
- 2000: Das Kontingent – Regie: Tom Kühnel, Robert Schuster
- 2000: Europa – die Ödipus-Sage – Regie: Robert Schuster
- 2001: Die Unvernünftigen sterben aus – Regie: Christian Tschirner
- 2001: Der Ring des Nibelungen – Regie: Tom Kühnel
- 2001: Dogma – Regie: Robert Schuster
- 2002: Der Selbstmörder – Regie: Tom Kühnel
- 2002: Ja und Neinsagen – Regie: Tom Kühnel
- 2008: Die Ratte – Regie: Roland Schimmelpfennig (Schauspielhaus Zürich)
- 2008: Hier und Jetzt – Regie: Jürgen Gosch (Schauspielhaus Zürich)
- 2009: Der Lauf zum Meer – Regie: Thorsten Lensing, Jan Hein (Theater T1, Berlin)
- 2011: Der Kirschgarten – Regie: Karin Henkel (Schauspiel Köln)
- 2011: Demokratie in den Abendstunden – Regie: Karin Beier (Schauspiel Köln)
- 2012: Herr Puntila und sein Knecht Matti – Regie: Herbert Fritsch (Schauspiel Köln)
- 2012: Der Idiot – Regie: Karin Henkel (Schauspiel Köln)
- 2014/2015: Schuld und Sühne – Regie: Karin Henkel (Deutsches Schauspielhaus Hamburg)
- 2015: Onkel Wanja – Regie: Karin Beier (Deutsches Schauspielhaus Hamburg)
- 2015: Schiff der Träume – Regie: Karin Beier (Deutsches Schauspielhaus Hamburg)
- 2016: Eines langen Tages Reise in die Nacht – Regie: Karin Henkel (Deutsches Schauspielhaus Hamburg)
- 2017: Der goldene Handschuh – Regie: Studio Braun (Deutsches Schauspielhaus Hamburg), Buch nach dem Roman von Heinz Strunk
- 2018: Der haarige Affe – Regie: Frank Castorf (Deutsches Schauspielhaus Hamburg)
- 2021: Der Geheimagent von Joseph Conrad – Regie: Frank Castorf, (Deutsches Schauspielhaus Hamburg)
- 2021: Coolhaze von Studio Braun – Regie: Studio Braun, (Deutsches Schauspielhaus Hamburg)[21]
- 2024: Late Night Hamlet von Kieran Joel – Regie: Kieran Joel – Uraufführung für die Ruhrfestspiele in Recklinghausen
- 2025: Ein Sommer in Niendorf von Heinz Strunk – Regie: Studio Braun, (Deutsches Schauspielhaus Hamburg)[22]

### Regie
- 2025: Krieg und Frieden von Lew N. Tolstoi Bearbeitung: Roland Schimmelpfennig (Theater Magdeburg)[23]

## Hörspiele und Hörbücher (Auswahl)
- 2013: Agatha Christie: Der Mord an Roger Ackroyd, der Hörverlag (Hörbuch)
- 2014: Martin Baltscheit: Nur 1 Tag – Regie: Martin Baltscheit, Markus Langer (Kinderhörspiel)
- 2016: Martin Baltscheit: Krähe und Bär – Regie: Martin Baltscheit, Markus Langer (Kinderhörspiel)
- 2016: Karen Duve: Macht (Hörbuch)
- 2017: Graham Norton: Ein irischer Dorfpolizist (Hörbuch, Argon Verlag)
- 2018: Udo Lindenberg & Thomas Hüetlin: Udo (Hörbuch)
- 2019: Jörg Fauser: Das Schlangenmaul (Hörbuch)
- 2019: Graham Norton: Eine irische Familie (Hörbuch)
- 2019: Sam Copeland: Charlie kriegt die Flatter (Hörbuch, Random House Audio)
- 2019: Dirk Kummer: Alles nur aus Zuckersand (Hörbuch, Hörbuch Hamburg)
- 2020: Georges Simenon: Tropenkoller (Hörbuch)
- 2021: Uwe Johnson: Das dritte Buch über Achim (Hörbuch, der Audio Verlag)
- 2021: Graham Norton: Heimweh, Argon Verlag & Audible (Hörbuch)
- 2021: Charly Hübner über Motörhead – oder warum ich James Last dankbar sein sollte als Hörbuch bei Roof Music
- 2023: Uwe Johnson: Jahrestage (Hörbuch, der Audio Verlag)
- 2024: Otfried Preußler: Krabat (Hörbuch), Hörbuch Hamburg, ISBN 978-3-7456-0526-6

## Weitere Veröffentlichungen
- 2020: Mercy Seat – Winterreise, eine Séance zwischen Franz Schubert und Nick Cave mit Charly Hübner, dem Ensemble Resonanz, Kalle Kalima, Carlos Bica und Max Andrzejewski (resonanzraum records).
- 2021: Charly Hübner über Motörhead – oder warum ich James Last dankbar sein sollte. Kiepenheuer & Witsch (Köln), ISBN 978-3-462-00135-8.
- 2023:Hans-Dieter Schütt: Hübner backstage. Biografisches Interview, Verlag Theater der Zeit, Berlin 2023, ISBN  978-3-95749-458-0.
- 2024: "Wenn du wüsstest, was ich weiß ..." Neun Versuche zu Uwe Johnson, Suhrkamp Verlag, Berlin. ISBN 978-3-518-47433-4

## Auszeichnungen und Nominierungen
- 2012: Nominierung für den Grimme-Preis Spezial für Polizeiruf 110: Feindbild und Polizeiruf 110: … und raus bist du (gemeinsam mit Anneke Kim Sarnau)
- 2012: Bester Schauspieler beim Fancine festival de cine fantástico de la Universidad de Málaga für Unter Nachbarn[24]
- 2012: Deutscher Regiepreis Metropolis „Bester Schauspieler“ für Unter Nachbarn und Polizeiruf 110: Einer trage des anderen Last
- 2013: Goldene Kamera in der Kategorie „Bester deutscher Schauspieler“ für Unter Nachbarn
- 2013: Bayerischer Fernsehpreis als bester Schauspieler in der Kategorie „Serien und Reihen“ für Polizeiruf 110: Fischerkrieg
- 2014: Jupiter als bester TV-Darsteller für Polizeiruf 110: Zwischen den Welten
- 2014: Darstellerpreis beim Fernsehfilmfestival Baden-Baden für Bornholmer Straße
- 2015: Grimme-Preis 2015 für Bornholmer Straße.
- 2015: Deutscher Comedypreis als Bester Schauspieler für Vorsicht vor Leuten
- 2016: Gertrud-Eysoldt-Ring für seine Rollen in Onkel Wanja und Schuld und Sühne am Deutschen Schauspielhaus Hamburg[25]
- 2017: DEFA-Förderpreis des DOK Leipzig für Wildes Herz
- 2017: Dokumentarfilmpreis des Goethe-Instituts des DOK Leipzig für Wildes Herz
- 2017: ver.di-Preis des DOK Leipzig für Wildes Herz
- 2017: Gedanken-Aufschluss-Preis des DOK Leipzig für Wildes Herz
- 2018: Ernst-Lubitsch-Preis für seine Rolle Karl Schmidt in dem Film Magical Mystery von Arne Feldhusen
- 2018: Goldene Kamera für Jürgen – Heute wird gelebt als bester deutscher Fernsehfilm (Rolle: Bernd Würmer, Drehbuch: Heinz Strunk)
- 2018: Preis für den besten Dokumentarfilm beim Bolzano Filmfestival Bozen für Wildes Herz an die Regisseure Charly Hübner und Sebastian Schulz
- 2018: Nominierung für den Deutschen Filmpreis in der Kategorie „Beste männliche Nebenrolle“ in 3 Tage in Quiberon
- 2018: Gilde Filmpreis, Beste Dokumentation, für Wildes Herz
- 2018: VUT IndieAward, Bestes Experiment, für Wildes Herz
- 2018: Preis für Popkultur für Wildes Herz als „schönste Geschichte“ 2018[26]
- 2018: Nominierung für den Deutschen Schauspielpreis in der Kategorie „Schauspieler in einer komödiantischen Rolle“ in Jürgen – Heute wird gelebt
- 2018: Theaterpreis Hamburg – Rolf Mares für die „Herausragende Darstellung“ der Rolle Fritz Honka in Der goldene Handschuh am Deutschen Schauspielhaus Hamburg in der Regie von Studio Braun
- 2019: Roland-Filmpreis Tatort Eifel für den Polizeiruf 110 Rostock des NDR
- 2020: Goldene Henne in der Kategorie Schauspiel für Unterleuten und Lindenberg! Mach dein Ding
- 2021: Grimme-Preis 2021 für den Film Für immer Sommer 90 Drehbuch und Hauptdarsteller
- 2021: Deutscher Fernsehpreis für den Film Für immer Sommer 90 Drehbuch und Hauptdarsteller
- 2021: Nominierung Deutscher Fernsehpreis als „Bester Schauspieler“ für den Film Für immer Sommer 90 und für die Serie Hausen
- 2022: Deutscher Hörbuchpreis – „Beste Unterhaltung“ für Charly Hübner über Motörhead – oder warum ich James Last dankbar sein sollte[27]
- 2022: Grimme-Preis für den Film Polizeiruf 110: Sabine als Hauptdarsteller für die Rolle des Sascha Bukow
- 2023: Nominierung für den Deutschen Filmpreis in der Kategorie „Beste männliche Hauptrolle“ in Mittagsstunde
- 2024: Publikumspreis der Filmkunstmesse Leipzig für Element of Crime - Wenn es dunkel und kalt wird in Berlin
- 2024: Hörbuch des Jahres der hr2-Hörbuchbestenliste für Jahrestage von Uwe Johnson gemeinsam mit Caren Miosga